# 費敬
費敬（14世紀—15世紀），字行簡，浙江嘉興府崇德縣人，明朝政治人物。

## 生平
費敬是永樂十八年（1420年）庚子科浙江鄉試舉人，二十二年（1424年）甲辰科二甲第十四名進士，正統二年（1437年）授大理寺左寺副，治獄多所平反，屬吏江昇獲罪，因貧困無法繳交贖刑罰金，在市場中賣子，三日無法售出後打算投水自殺，他經過玉河橋看到後救回江昇，留下其子而給予金錢，後來江昇役滿就歸還其子，八年（1443年）他因大理寺左少卿薛瑄獲罪被牽連並流放，刑部尚書王質等人上奏薛瑄被誣陷，得贖徒還職，後來他辭官回鄉，勤於教育士子，有家規四十餘條。

## 引用
1. 1 2  光緒《石門縣志·卷八上·人物志一》：費敬，字行簡，永樂進士，授大理左寺副，治獄多平反，屬吏江昇坐罪貧不能贖，以兒鬻巿中，三日無售者將赴水死，敬過玉河橋見之，留其子而與之金，後昇役滿歸，仍還其子，平居每以貪得為戒，致政歸屏絕人事，勤於課子，有家規四十餘條。
2. ↑  光緒《石門縣志·卷七·科目表》：明……永樂……費敬 庚子科舉人，有傳……費敬 甲辰科（進士）二甲，大理左寺副
3. ↑  《明英宗睿皇帝實錄·卷三十七》：（正統二年十二月）戊辰擢進士李顒為戶部主事，范宗為工部主事，費敬為大理寺左寺副。
4. ↑  《明英宗睿皇帝實錄·卷一百六》：（正統八年七月）乙卯坐大理寺左少卿薛瑄死罪……左寺副周觀、費敬，評事張柷俱流……既而刑部尚書王質等奏瑄等俱奏事不實，當贖徒還職。